# 5863 Tara
Az 5863 Tara (ideiglenes jelöléssel 1983 RB) egy földközeli kisbolygó. Carolyn Shoemaker,  Eugene Merle Shoemaker fedezte fel 1983. szeptember 7-én.